# Trinotonidae
Trinotonidae es una familia monofilética de piojos de la superfamilia de piojos masticadores, Amblycera. Son piojos de aves.
Esta familia posee un solo género con 4 especies:
Género Trinoton Nitzsch, 1818
- - Trinoton anserinum (J.C. Fabricius, 1805) (Huésped: Anser anser (Linnaeus)
  - Trinoton femoratum Piaget, 1880 (Huésped: Pheonicopterus antiquorum)
  - Trinoton lituratum Burmeister, 1838 (Huésped: Mergellus albellus (Linnaeuus)
  - Trinoton querquedulae (Linnaeus, 1758) (Huésped: Anas crecca (Linnaeus)